# Coelogyne zhenkangensis
Coelogyne zhenkangensis é uma espécie de orquídea epífita, família Orchidaceae, originária do Yunnan, China.